# NGC 1685
NGC 1685 est une galaxie lenticulaire située dans la constellation d'Orion. NGC 1685 a été découverte par le physicien irlandais George Stoney en 1850.

## Caractéristiques
Sa vitesse par rapport au fond diffus cosmologique est de 4 525 ± 11 km/s, ce qui correspond à une distance de Hubble de 66,7 ± 4,7 Mpc (∼218 millions d'al).
NGC 1685 est une galaxie active de type Seyfert 2 et elle présente une large raie HI.
En raison d'une brillance de surface égale à 14,27 mag/am2, on peut qualifier NGC 1684 de galaxie à faible brillance de surface (LSB en anglais pour low surface brightness). Les galaxies LSB sont des galaxies diffuses (D) avec une brillance de surface inférieure de moins d'une magnitude à celle du ciel nocturne ambiant.

## Grouppe de NGC 1685
NGC 1685 fait partie d'un trio de galaxies qui porte son nom. Les deux autres galaxies du groupe de NGC 1685 sont MCG -1-13-22 et MCG -1-13-23.